# Euporie
Euporie (Jowisz XXXIV) – mały księżyc Jowisza, odkryty przez grupę astronomów z Uniwersytetu Hawajskiego pod przewodnictwem Scotta Shepparda w 2001 roku.

## Nazwa
Nazwa pochodzi od mitycznej Euporie, bogini obfitości. Była jedną z trzeciej generacji Hor, córką Zeusa (Jowisza).

## Charakterystyka fizyczna
Euporie jest jednym z najmniejszych księżyców Jowisza, jego średnicę ocenia się na około 2 km. Średnia gęstość tego ciała to ok. 2,6 g/cm3, składa się ono głównie z krzemianów. Powierzchnia księżyca jest bardzo ciemna – jego albedo wynosi zaledwie 0,04. Z Ziemi można go zaobserwować jako obiekt o jasności wizualnej co najwyżej 23,1 magnitudo.
Euporie obiega Jowisza ruchem wstecznym, czyli w kierunku przeciwnym do obrotu planety wokół własnej osi. Satelita należy do grupy Ananke.